# 莱萨莱勒 (洛泽尔省)
莱萨莱勒（法語：Les Salelles，法語發音：[le salɛl]）是法国洛泽尔省的一个市镇，属于芒德区。

## 地理
莱萨莱勒（44°28'53"N, 3°16'46"E）面积10.62 平方千米，位于法国奧克西塔尼大區洛泽尔省，该省份为法国南部内陆省份，北起上盧瓦爾省和康塔爾省，西接阿韦龙省，南至加尔省，东临阿尔代什省。
与莱萨莱勒接壤的市镇（或旧市镇、城区）包括：圣博内德希拉克、帕耶尔、沙纳克、拉卡努尔格、科拉涅河畔堡。

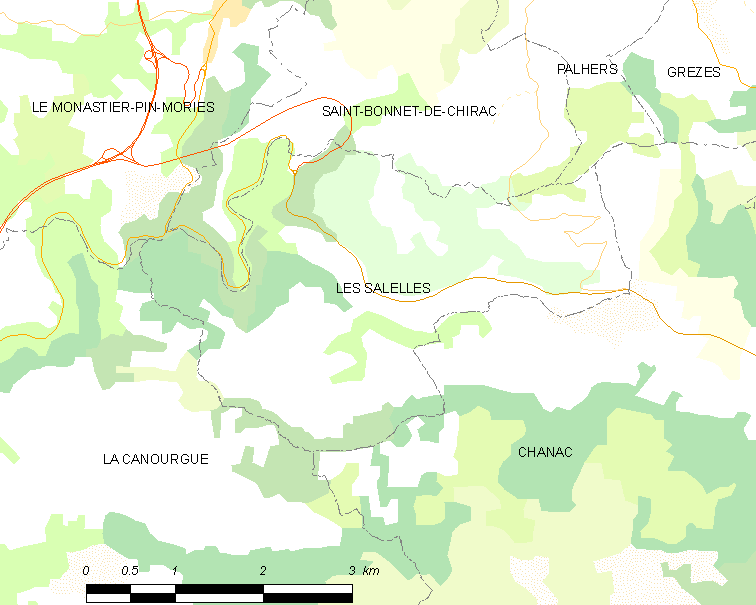
的OSM定位图

莱萨莱勒的时区为UTC+01:00、UTC+02:00（夏令时）。

## 行政
莱萨莱勒的邮政编码为48230，INSEE市镇编码为48185。

## 政治
莱萨莱勒所属的省级选区为科拉涅河畔堡县。

## 人口

1962-2008年间人口变化图示

莱萨莱勒于2022年1月1日时的人口数量为166人。